# 東赤谷站
東赤谷站（日语：／ Higashi-Akatani eki */?）是位於新潟縣新發田市東赤谷，日本國有鐵道（國鐵）的赤谷線車站（廢站）。隨著赤谷線廢線，車站在1984年（昭和59年）4月1日廢除。該車站是日本國鐵唯一折返式鐵路之終點站

## 歷史
- 1941年（昭和16年）6月1日 - 赤谷至此站之間開業[1]。
- 1969年（昭和44年）10月1日 - 結束行李和小行李的送達業務[1]。
- 1984年（昭和59年）
  - 1月20日 - 結束處於貨物[1]。
  - 2月1日 - 結束處理行李[1]。
  - 4月1日 - 車站廢除[1]。

## 駅構造
來自赤谷的列車到達此站後需要折返才可進入站內月台。造成這個配線是由於該處設有坡度得33‰的斜坡路段。此站設有1面2線的島式月台。
另外，此站設有2條日鐵礦業的專用線。另外此站也連接日鐵礦業赤谷礦山專用鐵道。該鐵路開業當初之軌距為1067毫米。在1957年（昭和32年），軌距變為610毫米和把路線電氣化。
此站靠近新發田一方設有英國製的轉車盤，現時遷移至大井川鐵道千頭站。

## 車站周邊
- 燒峰山（日语：焼峰山）
- 棚橋山

## 相鄰車站
日本國有鐵道
赤谷線
赤谷－東赤谷
日鐵礦業
赤谷礦山專用鐵道
東赤谷－赤谷鐵山

## 注腳
1. 1 2 3 4 5 6 7  石野哲（編）. . JTB. 1998: 566. ISBN 978-4-533-02980-6 （日语）.
2. ↑  路線の思い出　　第339回　　赤谷線　赤谷・東赤谷駅跡　〔新潟県〕 （页面存档备份，存于）（日語）